# Три Сестры (Невьянский район)
Три́ Сестры́ — скалы-останцы Верх-Исетского гранитного массива на Среднем Урале. Расположены вблизи посёлка Верх-Нейвинского Свердловской области России.

## Наименование
Скалы Три Сестры названы по количеству: представляют собой три отдельно стоящие скалы. На Урале можно встретить также подобные названия: Семь Братьев и Одна Сестра, Два Брата, Три Брата и другие.

## География

### Расположение
Скалы Три Сестры расположены приблизительно в 5 км к востоку-юго-востоку от посёлка Верх-Нейвинского, в 1,5 км к северу-северо-востоку от скал Семь Братьев и Одна Сестра, в лесистой местности, рядом с высоковольтной линией электропередач.

### Описание скал
Скалы Три Сестры представляют собой три отдельно стоящие каменные скалы, расположенные друг за другом с юго-запад на северо-восток. Максимальная высота скал — 22 м. Происхождение скал связано с движением земных пород и выдавливанием части поверхностей над уровнем земли. В дальнейшем на формирование вида каменных скал влияли другие природные процессы, например, выветривание. Между скалами пролегают тропы. Ранее на вершине скал было языческое святилище.
Самая высокая скала расположена на северо-востоке гряды. Её высота составляет чуть более 20 м. Она имеет резко выступающий балкон и большой грот внизу, который облюбовали туристы в качестве укрытия. На северо-западную скалу можно взойти с южной стороны, предварительно обойдя её. Средняя скала покорима лишь со специальными скалолазным снаряжением и навыками. Юго-западная скала, наименьшая по высоте, имеет хорошую обзорную площадку на вершине, с которой просматриваются соседние Семь Братьев.

### Путь до скал
До Верх-Нейвинска, в окрестностях которого находятся скалы, можно добраться автомобильным или железнодорожным транспортом.
По автодороге Р352 необходимо следовать до поворота на Верх-Нейвинск, далее 6 км по подъездной автодороге к посёлку, после чего повернуть около указателя «Семь Братьев», в районе пересечения подъездной автодороги и высоковольтной. По асфальтированной дороге в лесном массиве рядом с СНТ «Металлург» необходимо продолжать движение до пруда на реке Первой. Через 1,6 км автодорога пересекает запруду на Первой речке, которая разделяет садоводческие товарищества «Металлург» и «Заречное». В этом районе можно оставить транспортное средство: здесь есть небольшая стоянка. Далее необходимо следовать по территории СНТ «Заречное», которое расположено вдоль ЛЭП, приблизительно 2,1 км в юго-западном направлении, затем приблизительно 750 м в южном направлении. Садоводческое товарищество в этом районе заканчивается, и следует сразу же повернуть на тропу, уходящую вправо в небольшую гору. Данная тропа идёт сначала по западной границе высоковольтной, затем поворачивает направо, в лес. После поворота необходимо пройти всего около 100 м в гору, которую и венчают скалы Три Сестры.

## Легенда о возникновении скал
Как и о соседних Семи Братьях, о появлении Трёх Сестёр в народе появились легенды. Одна из них звучит так:
«В давние времена, когда в лесах Урала было много дичи, постепенно русские люди заселяли Урал. Но жилось им неспокойно: на эти богатые дичью и рыбой места претендовали и вогулы, и башкирцы. Жили в большой семье семь братьев и три сестры. Братья охотились и рыбачили, сёстры вели домашнее хозяйство и поджидали женихов.
Однажды ушли братья надолго в тайгу на охоту, а на деревню напали вогулы. Разграбили и сожгли они все дома, убили стариков, а женщин и детей увели с собой, три сестры также попали в плен.
Увидели братья над лесом чёрный дым, поспешили домой и увидали только пепелище. Бросились они в погоню и нагнали грабителей — медленно те шли по лесу с богатой добычей. Встали у них на пути братья, и начался неравный бой, в котором все семеро и полегли. Дабы не дать вогулам пройти по лесу, превратились мёртвые братья в каменную скалу на пути вогулов.
Когда шёл неравный бой, сестры сбежали, но не удалось им в лесу укрыться — догнали их вогулы. Чтоб не попасть в плен, превратились сёстры в камень».